# Жак-Анрі Бернарден де Сен-П'єр
Жак-Анрі Бернарден де Сен-П'єр, також відомий як Бернарден де Сен-П'єр (нар. 19 січня 1737, Гавр — пом. 21 січня 1814, Ераньї, Валь-д'Уаз) — французький письменник і ботанік. Насамперед відомий своїм романом 1788 року «Поль і Віржині», надзвичайно популярним класичним твором французької літератури XVIII століття.

## Біографія
У дванадцять років Бернарден де Сен-П'єр прочитав «Робінзона Крузо», який справив на нього велике враження. Згодом він вирушив зі своїм дядьком, шкіпером, до Вест-Індії. Після повернення з цієї подорожі він здобув інженерну освіту в Національній школі мостів і доріг. Потім вступив до французької армії і брав участь у Семирічній війні проти Пруссії та Англії, але був звільнений за порушення субординації. Після подорожей Європою він повернувся до Парижа в 1765 році.
Після смерті батька Бернарден де Сен-П'єр отримав невелику спадщину, а в 1768 році вирушив на Маврикій, де працював інженером і вивчав рослини. Після повернення в 1771 році він потоваришував з Жан-Жаком Руссо і став його учнем. Разом вони вивчали рослини Парижа та його околиць, і Руссо сприяв формуванню його характеру і стилю.
Його «Подорож на Іль-де-Франс» (2 томи, 1773) принесла йому репутацію поборника невинності та релігії, а згодом, завдяки зусиллям єпископа Екса, пенсію в розмірі 1000 ліврів на рік. «Етюди природи» (3 томи, 1784) були спробою довести існування Бога, спираючись на чудеса природи. він створив філософію почуттів, намагаючись протистояти матеріалістичним тенденціям енциклопедистів. Справжнім шедевром Бернардена де Сен-П'єра став його короткий роман «Поль і Вірджині», який з'явився в 1789 році в додатковому томі «Етюдів». Його другий великий успіх, не такий сентиментальний і з елементами гумору, — «Індіанська хатина» — з'явився лише у 1790 році.
У 1795 році письменника обрали до Інституту Франції, у 1797 році він став керівником Саду рослин (Jardin des plantes) у Парижі, а в 1803 році був обраний членом Французької академії.
Сен-П'єр був палким прихильником і практиком вегетаріанства, і хоча він був побожним християнином, на нього також сильно вплинули інтелектуали епохи Просвітництва, такі як Вольтер та його наставник Руссо.
У 1792 році він одружився з дуже молодою дівчиною Фелісіте Дідо, яка принесла йому значний посаг. Після смерті першої дружини він одружився у 1800 році, коли йому було шістдесят три, з іншою молодою дівчиною, Дезіре Пельпор.

## Спадщина
Александр фон Гумбольдт, поряд із Чарльзом Дарвіном найвідоміший натураліст XIX століття, належав до шанувальників Бернардена де Сен-П'єра та цінував роман «Поль та Вірджині».

## Твори
- Voyage à l’Île de France, à l’île Bourbon et au cap de Bonne-Espérance (1773)

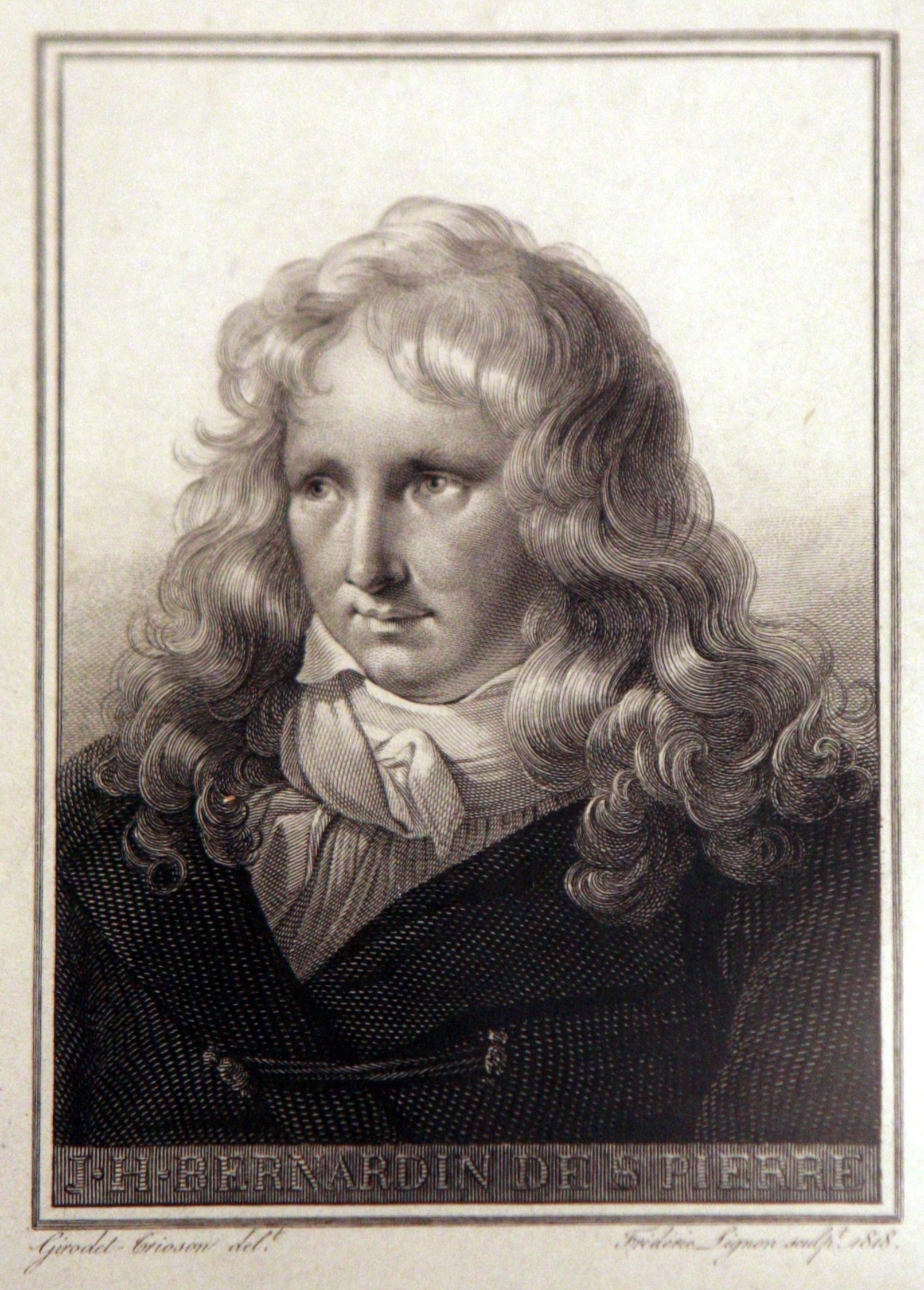

- L'Arcadie (1781)
- Études de la nature (1784)
- Paul et Virginie (1788)
- La Chaumière indienne (1790)
- Le Café de Surate (1790)
- Les Vœux d'un solitaire (1790)
- De la nature de la morale (1798)
- Voyage en Silésie (1807)
- La Mort de Socrate (1808)
- Harmonies de la nature (1815)